# 喬伊·麥肯泰爾
喬伊·麥肯泰爾（Joseph Mulrey "Joey" McIntyre，1972年12月31日—）是美國的一位歌手演員。他是偶像團體街頭頑童的成員。